# Boćwinka (Kruklanki)
Boćwinka [bɔt͡ɕˈfinka] (deutsch Neu Freudenthal) ist ein Dorf in der polnischen Woiwodschaft Ermland-Masuren, das zur Landgemeinde Kruklanki (Kruglanken) im Kreis Giżycko (Lötzen) gehört.

## Geographische Lage
Boćwinka liegt im Nordosten der Woiwodschaft Ermland-Masuren, 24 Kilometer südöstlich der einstigen Kreisstadt Angerburg (polnisch Węgorzewo) und 14 Kilometer nordöstlich der jetzigen Kreisstadt Giżycko (Lötzen).

## Geschichte
Gegründet wurde das kleine, seinerzeit Freydenthal genannte Dorf im Jahr 1534. In den Folgejahren fand der Ort unterschiedliche Namensformen wie Neufreudenthal (um 1787), Potzwincken (vor 1818), Bodschwinken (um 1818) und Neu Freudenthal (bis 1945). Als am 6. Mai 1874 der Amtsbezirk Siewken (polnisch Żywki) errichtet wurde, wurde Neu Freudenthal eingegliedert, kam jedoch nach 1885 zum Amtsbezirk Soltmahnen (polnisch Sołtmany) und gehörte bis 1945 zum Kreis Angerburg im Regierungsbezirk Gumbinnen der preußischen Provinz Ostpreußen.
Die Zahl der Einwohner belief sich im Jahre 1910 auf 335. Sie verringerte sich bis 1925 auf 315 und betrug 1933 immerhin 326, 1939 nur noch 283.
In Kriegsfolge kam Neu Freudenthal 1945 mit dem gesamten südlichen Ostpreußen zu Polen und trägt seither die polnische Bezeichnung Boćwinka. Es „wechselte“ außerdem vom damaligen Kreis Angerburg in den heutigen Powiat Giżycki (Kreis Lötzen) und bildet eine Ortschaft im Verbund der Gmina Kruklanki (Kruglanken), bis 1998 zur Woiwodschaft Suwałki, seither zur Woiwodschaft Ermland-Masuren zugehörig.

## Religionen
Die mehrheitlich evangelische Bevölkerung Neu Freudenthals war vor 1945 in das Kirchspiel der Kirche Kruglanken eingepfarrt und gehörte zum Kirchenkreis Angerburg in der Kirchenprovinz Ostpreußen der Evangelischen Kirche der Altpreußischen Union. Katholischerseits war der Ort in die Pfarrei Lötzen im Bistum Ermland eingebunden.
Die seit 1945 überwiegend katholischen Einwohner Boćwinkas gehören zur neuen Pfarrei in Kruklanki, dessen einst evangelisches Gotteshaus nun ihre Pfarrkirche ist. Die Pfarrei ist Teil des Dekanats Giżycko-św. Krzysztofa (Lötzen-St. Christophorus) im Bistum Ełk (Lyck) der Katholischen Kirche in Polen. Die wenigen evangelischen Kirchenglieder gehören nun zur Pfarrei in Giżycko in der Diözese Masuren der Evangelisch-Augsburgischen Kirche in Polen.

## Verkehr
Boćwinka ist über eine Zubringerstraße zu erreichen, die von einer Nebenstraße abzweigt, die Kruklanki (Kruglanken) mit Sołtmany (Soltmahnen) verbindet und weiter bis nach Mazuchówka (Masuchowken, 1936–1945 Rodental) an der Woiwodschaftsstraße DW 655 führt. Eine Bahnanbindung besteht nicht mehr. Bis 1945 war Żywki (Siewken) die nächste Bahnstation an der Bahnstrecke Marggrabowa/Treuburg–Kruglanken (Olecko–Kruklanki). Sie wurde 1945 außer Dienst gestellt.